# Busáras

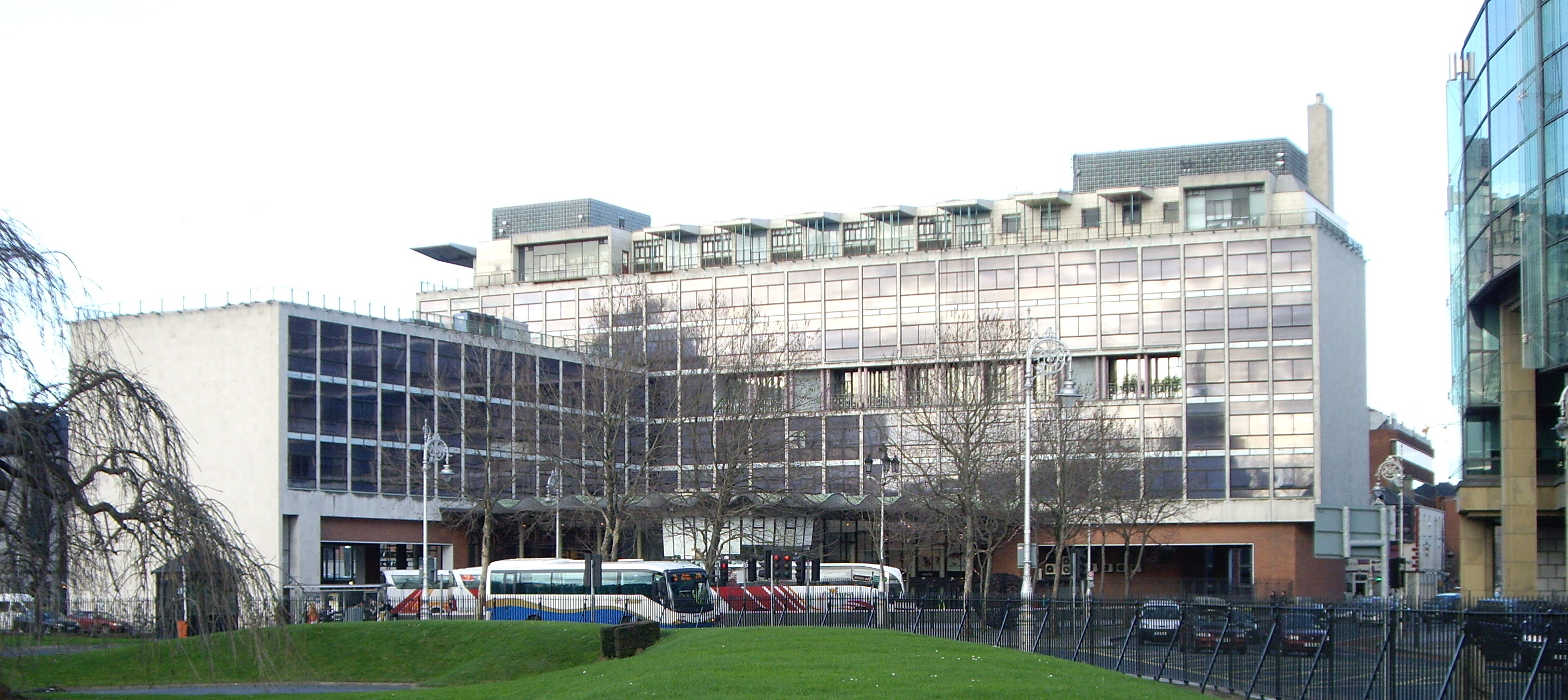
Busáras w Dublinie

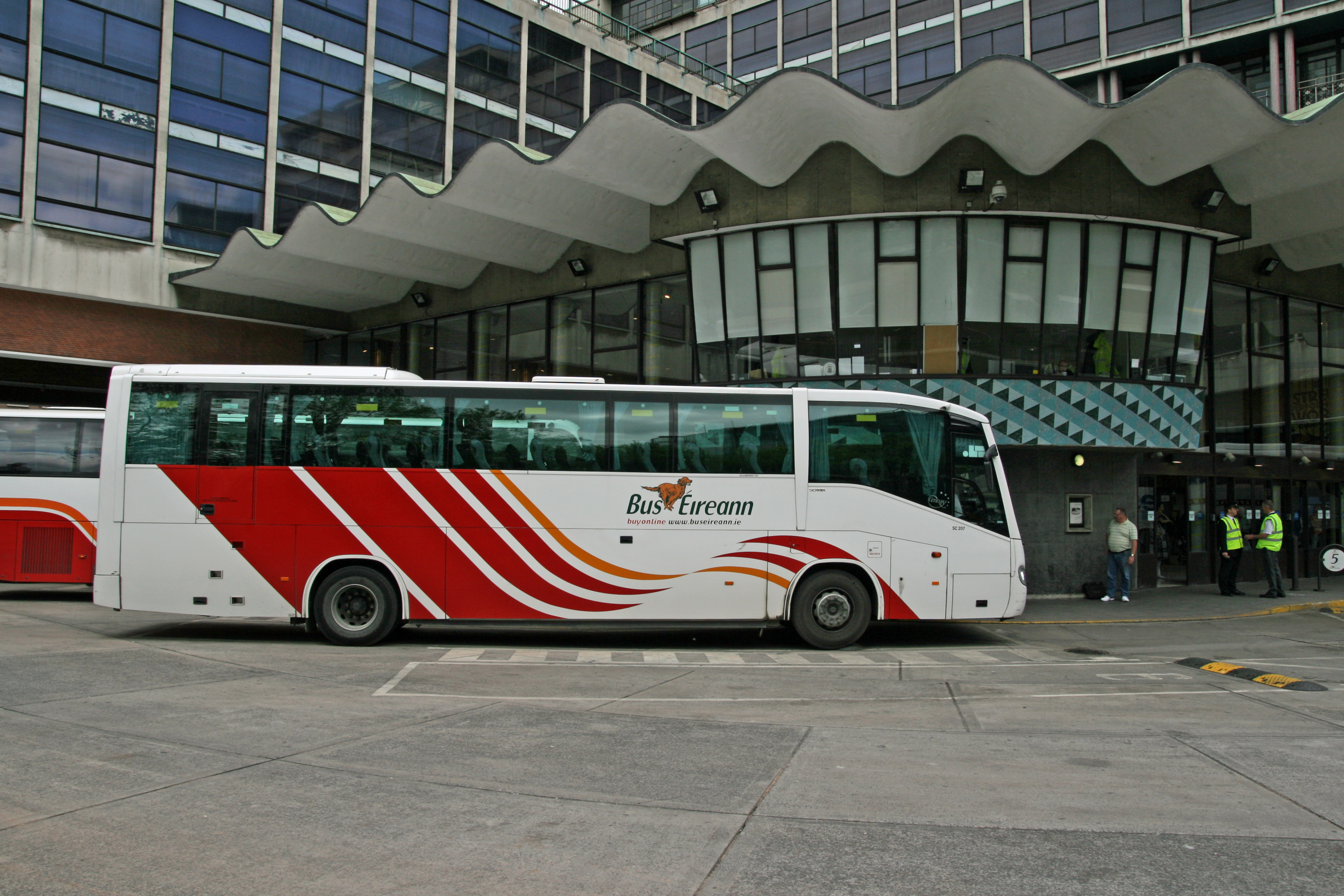
Autobus Bus Éireann stojący na placu dworca

Busáras (wymowa: ˈbˠɔsˠˌɑːɾˠəsˠ; tłum. "budynek autobusowy") – centralny dworzec autobusowy w Dublinie obejmujący międzymiastowe i regionalne usługi przewoźnicze obsługiwane przez Bus Éireann. Busáras jest również przystankiem Red Line linii Luas, tuż przed dworcem kolejowym Dublin Connolly Station. 
Dworzec został zaprojektowany przez architekta Michaela Scotta i jego zespół oraz budowany pomiędzy latami 1945 i 1953. Koszt budowy wynosił ponad 1 mil. funtów co było przyczyną sporów społecznych w trakcie jego budowy. Był to pierwszy budynek w stylu międzynarodowym w powojennym Dublinie.